# Велоспорт на літніх Олімпійських іграх 2020 — командний спринт (чоловіки)
Змагання з командного спринту серед чоловіків на літніх Олімпійських іграх 2020 року відбулися 3 серпня 2021 року на велодромі Ідзу. Очікується, що змагатимуться 24 велосипедисти (8 команд по 3) з 8 країн.

## Передісторія
Це була 6-та поява цієї дисципліни на Олімпійських іграх. Її проводили на кожній літній Олімпіаді починаючи з 2000 року.
Чинними олімпійськими чемпіонами були Філіп Гіндс, Джейсон Кенні і Каллум Скіннер з Великої Британії. Це була третя поспіль перемога цієї збірної, і всі три рази в її складі був Кенні. Чинні чемпіони світу (2020) - Рой ван ден Берг, Гаррі Лаврейсен і Джефрі Гогланд з Нідерландів.

## Кваліфікація
Національний олімпійський комітет (НОК) може виставити на змагання з командного спринту щонайбільше 1 команду з 3 велосипедистів. Квоти одержує НОК, який сам вибирає велосипедистів, що візьмуть участь у змаганнях. Всі квоти розподілено відповідно до світового рейтингу UCI за країнами за 2018-2020 роки. Вісім НОК з найвищим рейтингом кваліфікувались на змагання. Ці країни також одержали право виставити двох велосипедистів в інші дисципліни, індивідуальний спринт і кейрін. Оскільки кваліфікація завершилась до закінчення Чемпіонату світу з велоспорту на треку 2020 1 березня 2020 року (останнє змагання, що могло змінити рейтинг 2018-20 років), то пандемія COVID-19 на кваліфікацію не вплинула.

## Формат змагань
Заїзд у чоловічому командному спринті складається з трьох кіл (750 м). Дві команди, що складаються з трьох гонщиків, стартують на протилежних кінцях треку. Кожен з учасників команди має очолювати заїзд упродовж одного кола. Командний час визначається фінішем останнього учасника команди.
Спочатку проводять кваліфікаційний раунд, в якому визначається посів команд. У першому раунді команди змагаються між собою в порядку посіву (1-ша проти 8-ї, 2-га проти 7-ї тощо). Переможці цих чотирьох заїздів виходять до медального раунду, в якому дві найшвидші команди змагаються за золоту медаль, а дві повільніші - за бронзову.

## Розклад
Змагання в цій дисципліні відбуваються впродовж одного дня.
| З | Попередні заїзди | ЧФ | Чвертьфінали | ПФ | Півфінали | Ф | Фінали |

| Дата →                      | 2 сер | 2 сер | 2 сер | 3 сер | 3 сер | 3 сер | 4 сер | 5 сер | 5 сер | 5 сер | 5 сер | 6 сер | 6 сер | 7 сер | 7 сер | 8 сер | 8 сер | 8 сер | 8 сер |
| --------------------------- | ----- | ----- | ----- | ----- | ----- | ----- | ----- | ----- | ----- | ----- | ----- | ----- | ----- | ----- | ----- | ----- | ----- | ----- | ----- |
| Командний спринт (чоловіки) |       |       |       | З     | ПФ    | Ф     |       |       |       |       |       |       |       |       |       |       |       |       |       |

## Результати

### Кваліфікація
| Місце | Країна                           | Cyclists                                        | Результат | Примітки |
| ----- | -------------------------------- | ----------------------------------------------- | --------- | -------- |
| 1     | Нідерланди (NED)                 | Рой ван ден Берг Гаррі Лаврейсен Маттейс Бюхлі  | 42.134    | OR       |
| 2     | Велика Британія (GBR)            | Раян Овенс Джек Карлін Джейсон Кенні            | 42.231    |          |
| 3     | Австралія (AUS)                  | Метью Річардсон Натан Гарт Метью Ґлетцер        | 42.371    |          |
| 4     | Франція (FRA)                    | Флоріан Гренгбо Себастьєн Віж'є Раян Еляль      | 42.722    |          |
| 5     | Нова Зеландія (NZL)              | Сем Дакін Етан Мітчелл Сем Вебстер              | 43.066    |          |
| 6     | Олімпійський комітет Росії (ROC) | Іван Гладишев Денис Дмітрієв Павло Якушевський  | 43.097    |          |
| 7     | Німеччина (GER)                  | Тімо Біхлер Штефан Беттіхер Максиміліан Леві    | 43.140    |          |
| 8     | Польща (POL)                     | Матеуш Рудик Патрик Райковський Кшиштоф Максель | 43.516    |          |

### Перший раунд
| Місце | Заїзд | Країна                           | Cyclists                                        | Результат | Примітки |
| ----- | ----- | -------------------------------- | ----------------------------------------------- | --------- | -------- |
| 1     | 4     | Нідерланди (NED)                 | Джефрі Гогланд Гаррі Лаврейсен Рой ван ден Берг | 41.431    | QG, OR   |
| 2     | 3     | Велика Британія (GBR)            | Джек Карлін Джейсон Кенні Раян Овенс            | 41.829    | QG       |
| 3     | 2     | Австралія (AUS)                  | Метью Ґлетцер Натан Гарт Метью Річардсон        | 42.103    | QB       |
| 4     | 1     | Франція (FRA)                    | Флоріан Гренгбо Раян Еляль Себастьєн Віж'є      | 42.294    | QB       |
| 5     | 3     | Німеччина (GER)                  | Тімо Біхлер Штефан Беттіхер Максиміліан Леві    | 42.733    |          |
| 6     | 2     | Олімпійський комітет Росії (ROC) | Денис Дмітрієв Іван Гладишев Павло Якушевський  | 42.915    |          |
| 7     | 1     | Нова Зеландія (NZL)              | Сем Дакін Етан Мітчелл Сем Вебстер              | 42.978    |          |
| 8     | 4     | Польща (POL)                     | Кшиштоф Максель Патрик Райковський Матеуш Рудик | 43.307    |          |

### Фінали
| Місце                    | Країна                           | Cyclists                                        | Результат | Примітки |
| ------------------------ | -------------------------------- | ----------------------------------------------- | --------- | -------- |
| Фінал за золоту медаль   |                                  |                                                 |           |          |
| 1                        | Нідерланди (NED)                 | Джефрі Гогланд Гаррі Лаврейсен Рой ван ден Берг | 41.369    | OR       |
| 2                        | Велика Британія (GBR)            | Джек Карлін Джейсон Кенні Раян Овенс            | 44.589    |          |
| Фінал за бронзову медаль |                                  |                                                 |           |          |
| 3                        | Франція (FRA)                    | Флоріан Гренгбо Раян Еляль Себастьєн Віж'є      | 42.331    |          |
| 4                        | Австралія (AUS)                  | Метью Ґлетцер Натан Гарт Метью Річардсон        | 44.013    |          |
| Фінал за п'яте місце     |                                  |                                                 |           |          |
| 5                        | Німеччина (GER)                  | Тімо Біхлер Штефан Беттіхер Максиміліан Леві    |           |          |
| 6                        | Олімпійський комітет Росії (ROC) | Денис Дмітрієв Іван Гладишев Павло Якушевський  | REL       |          |
| Фінал за сьоме місце     |                                  |                                                 |           |          |
| 7                        | Нова Зеландія (NZL)              | Сем Дакін Етан Мітчелл Сем Вебстер              | 43.703    |          |
| 8                        | Польща (POL)                     | Кшиштоф Максель Патрик Райковський Матеуш Рудик | 46.431    |          |